# Maria Bieșu
Maria Bieșu (n. 3 august 1935, Volintiri, raionul Ștefan Vodă, Republica Moldova – d. 16 mai 2012, Chișinău, Republica Moldova) a fost o cântăreață soprană, de operă și lied din Republica Moldova.

## Biografie

### Începutul (1935 - 1967)
Maria Bieșu s-a născut la 3 august 1935 în comuna Volintiri, Județul Cetatea-Albă, Regatul României, într-o familie de oameni simpli, privați de pretenții în ale artei muzicale. Părinții ei au fost Luca și Tatiana Bieșu.
Maria Bieșu debutează ca solistă în cadrul formației de muzică populară „Fluieraș" cu piesa Struguraș de pe colină la un concurs raional, alături de celebrii Tamara Ciobanu și Serghei Lunchevici. A fost nevoită să treacă prin emoțiile provocate de nedumeririle părinților („artistă... ce fel de specialitate este asta?”). Apoi, la festivalul republican, ministrul culturii a urcat special pe scenă pentru a o îndemna să vină la conservator. În 1955, în fața comisiei de examinare a Conservatorului din Chișinău, Maria Bieșu a interpretat o romanță de Liszt și aria din Dama de Pică cu atâta simțire, încât în final s-a lăsat o tăcere suspectă, după care examinatorii au exclamat în cor: „Bravo, Marie!”, primind nota cea mai înaltă.
 A dus o viață grea, având și probleme de sănătate, deoarece unica sursă de existență era o bursă modestă. A avut dificultăți în timpul studiilor, deoarece a fost admisă la Conservator fără a avea o pregătire specială prealabilă. La acel început promițător, Maria Bieșu a fost călăuzită de profesoarele de canto: Paulina Botezat și talentata cântăreață Suzana Zarifian.
Maria avea însă de atunci convingerea fermă că locul ei este pe scena Operei, astfel a trecut de la muzica folclorică la operă, angajându-se în 1962 în urma unui concurs la Opera din Chișinău. O împrejurare accidentală îi oferă șansa unei lansări fulminante. În ajunul lansării spectacolului Tosca de compozitorul Puccini, protagonista rolului Floriei Tosca se îmbolnăvește, iar Maria Bieșu este propusă ca suplinitor. Debutul solistei pe scena Teatrului de Operă are loc pe 28 aprilie 1962. Succesul a fost recunoscut atât de specialiști, spectatori, cât și de teatrul care a început să proiecteze un repertoriu special pentru ea. „Maria Bieșu a demonstrat capacități de artistă prin ținuta scenică firească, iar prin voce - har ales” (după presă, 1962). "Cultura Moldovei (13 mai 1962) scria: "Rolul central al operei - Floria Tosca - și-a găsit o reușită interpretă în persoana absolventei Conservatorului din Chișinău, Maria Bieșu. (...) De câțiva ani o cunoaștem ca o talentată interpretă de cântece populare (cu orchestra Fluieraș. - A. D.)". Atunci a fost pentru dânsa prima întâlnire cu scena teatrului de operă, atunci începea o nouă eră în arta vocală interpretativă moldovenească. Maria Bieșu făcuse atunci cunoștință cu tânărul regizor Eugen Platon (deși spectacolul a fost montat de G. Ghelovani). Acesta a fost unul dintre primii care intuiseră o carieră artistică neobișnuită a "sopranei de categoria a doua". Tânărul director de scenă a lucrat cu viitoarea primadonă în spectacolul Evgheni Oneghin de Ceaikovski, care a confirmat talentul sopranei.
În 1965, tânăra solistă, împreună cu un grup de soliști de operă, face un stagiu la teatrul La Scala din Milano, Italia. Aici, sub îndrumarea maestrului Enrico Piazza, asistentul de altădată a marelui Toscanini, pregătește rolurile principale de soprană în limba italiană din operele Tosca, Madame Butterfly, Aida și Trubadurul. Însuși Antonio Guiringuelli, directorul general al teatrului La Scala, a declarat că această tânără n-are nevoie de nici un fel de lecții – ea are un dar înnăscut.

### Ascensiunea (1967 - 1990)
În 1967 obține titlul de „Cea mai bună Cio-Cio-san” la Concursul Internațional Miura Tomaki (Ediția I Tokio, Japonia). Din acest moment, Maria Bieșu a început să fie invitată în juriu, în concerte sau să țină prelegeri la diverse instituții muzicale din Europa, America și Asia. La Tokio, în cadrul concursului din 1973, fiind de acum membră a juriului, Maria Bieșu face cunoștință cu idolul său - Maria Callas. „O voce cu timbrul cel mai frumos din toate vocile care au participat la concurs!” - acesta a fost calificativul formulat de juriul prestigiosului Concurs Internațional P. I. Ceaicovski din Moscova, ediția a III-a. Au fost discuții contradictorii, în urma cărora Mariei Bieșu i s-a conferit doar medalia de bronz. În cadrul acestui concurs a făcut cunoștință cu Irina Arhipova, cea care s-a angajat cu dezinvoltură să-i ajute talentatei moldovence în urcușul pe marile scene ale lumii. În 1964 întreprinde un faimos turneu prin mai multe orașe ale Uniunii Sovietice, după ce în 1963 își prezentase cu brio rolul din Madame Butterfly în orașul bulgar Ruse. Într-un șir de spectacole, partener în spectacolul Tosca i-a fost reputatul Muslim Magomaev, care evolua în rolul lui Scapia. Magomaev declară că nu mai cunoscuse o mai bună interpretă a rolului titular. Când era invitat să evolueze în rolul Scarpia, marele bariton întotdeauna punea condiția ca în rolul Toscăi să fie invitată Maria Bieșu. Vorbind despre soprana moldoveancă, Muslim face trimiteri la vocile Mariei Callas și Renata Tebaldi, afirmând că glasul Mariei este cu adevărat italian.
În 1965 Maria Bieșu este invitată de Teatrul Mare din Moscova să interpreteze rolul Tatianei din opera Evgheni Oneghin de A. Pușkin. Soprana a impresionat cu calitățile sale vocale lumea muzicală moscovită, iar dirijorul B. Haikin, pe lângă felicitările călduroase în urma acelui spectacol, îi propuse o permanentă colaborare. Împreună cu Haikin, Maria Bieșu s-a produs în numeroase reprezentații ale primului teatru din fosta U.R.S.S., a imprimat un șir de creații la radio și pe discuri.
După ce Maria Bieșu a evoluat pe scena teatrului Metropolitan Opera din New York. cu partiția Neddei în opera Paiațe de Leoncavallo, conducerea acestui teatru a expediat Ministerului de Cultură al U.R.S.S. o ofertă oficială solicitând încheierea unui contract pentru o întreagă stagiune teatrală. Urma să interpreteze zece din cele mai frumoase roluri pe scena Metropolitanului. Diriguitorii și potentații timpului i-au amintit: „Nu uita că ești deputat, că ai obligațiuni morale față de alegători”. Cu gândul la mama și surorile sale, Maria Bieșu n-a mai plecat la Metropolitan Opera, ci a rămas acasă. Timp de câțiva ani primadona și-a transferat salariul în Fondul Păcii.
Maria Bieșu este membru PCUS din anul 1979.

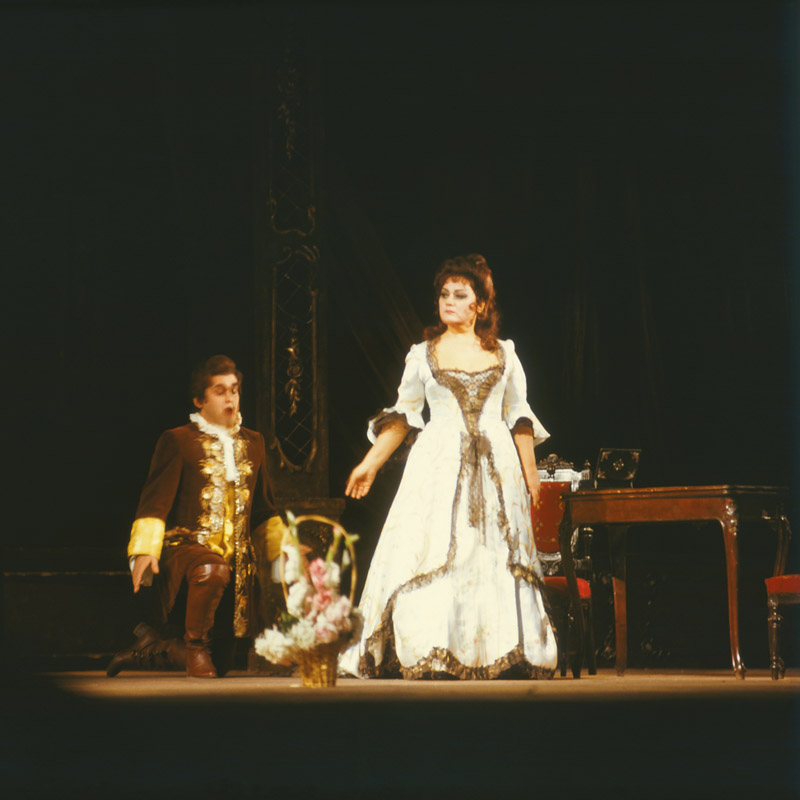
În anii 1980, pe scena Teatrului de Operă și Balet

După marele succes de la Tokio, urmează o fructuoasă activitate concertistică. Maria Bieșu evoluează pe scena Teatrului Bolșoi din Moscova și pe scenele teatrelor de operă din Paris, Sydney, Tokio, Varșovia, Helsinki, Tbilisi, Leningrad etc. Susține turnee solistice în orașe din Japonia, Australia, Cuba, Israel.
Piscurile creației sale lirice le-a cucerit alături de regizorii Eugen Platon, Eleonora Constantinov și Mihai Timofti, dirijorii L. Hudolei, I. Alterman, L. Gavrilov, A. Mocialov și Alexandru Samoilă.
Maria Bieșu a decedat pe data de 16 mai 2012, pe patul spitalului Cancelariei de Stat, răpusă de leucemie.

### Invită Maria Bieșu(1990 - 2012)
Viața Mariei Bieșu a cunoscut o perioadă complicată la începutul anilor '90 ai secolului trecut. Primadona n-a putut să-și păstreze intact repertoriul, a pierdut publicul spectator numeros, pe unii din prietenii și colegii de teatru, despărțiți de noile hotare și orânduieli. Maria Bieșu a fost constrânsă de circumstanțe să se reorienteze. Astfel a pornit să propage ideea unui Festival al muzicii de operă. Visa ca Chișinăul să devină un centru al muzicii de operă, să se adune în capitala Moldovei cântăreți de operă din toată lumea. Astfel, în septembrie 1990, la Chișinău a fost inaugurat Primul Festival Internațional al starurilor de operă și balet, intitulat Invită Maria Bieșu. De atunci, pe meleagurile Moldovei, toamna, poposește fluturele gingaș (logotip al Festivalului Invită Maria Bieșu), împreună cu talente recunoscute în toată lumea ale muzicii de operă și balet. Odată cu anii, se afirmă și se extind coordonatele festivalului, - diversitatea de genuri, programe. După decesul Mariei Bieșu denumirea Festivalului s-a schimbat pe Festivalul Internațional Maria Bieșu. Astăzi Festivalul Internațional Maria Bieșu a devenit unul din principalele simboluri ale culturii din Republica Moldova, iar Chișinăul - una dintre capitalele muzicii de operă din Europa.

### Decesul
Maria Bieșu s-a stins din viață la 16 mai 2012, la Spitalul Republican al Asociației Curativ-Sanatoriale și de Recuperare a Aparatului Guvernului din Moldova.. Maria Bieșu suferea de 7 ani de o formă rară de leucemie . La 18 mai Guvernul Republicii Moldova a decis acordarea Teatrului de Operă și Balet numele Mariei Bieșu. Primadona Operei Naționale a fost înmormântată la 19 mai 2012 la cimitirul de pe strada Armenească din Chișinău . În scuarul Teatrului de Operă și Balet a avut loc un miting în memoria artistei . Ziua de 19 mai a fost declarată zi de doliu național în Republica Moldova .

## Vocea și timbrul
Elena Vdovina, muzicolog din Republica Moldova, afirmă că "vocea Mariei Bieșu impresionează până în adâncul sufletului prin timbrul ei irepetabil, pătruns de frumusețe, căldură și prospețime. Ea te cucerește prin neobișnuita eleganță a vocalismelor, prin tehnica filigranată a romanțelor – prin stacatto ireproșabil de compact și diafan și prin surprinzător de curatul legatto al vertiginoaselor fiorituri. Cântăreței îi reușește cu brio sclipitoarea coloratură în aria Leonorei (Trubadurul), accentele dramatice pline de pasiune ale eroinelor sale: Aida, Liza, Santuzza, cantilenele lirice ale Tatianei, Iolantei, Mimi."
"Soprana cu o voce neobișnuită, întinsă uniform, cu regularitate impecabilă, pe suprafața celor trei registre - o voce amplă, și, în același timp, foarte mobilă, capabilă se se plieze la toate solicitările, până la nuanțele cele mai fine, cele mai discrete" (Der Tagesspleger, noiembrie 1973, Berlinul de Vest)
Despre viitorul muzical al sopranei, Claudia Partole afirmă că "Maria Bieșu a putut să-și conserveze vocea, s-o păstreze așa cum i-a fost destinată, menținând-o în aceeași condiție formidabilă."  Maria Bieșu afirmă: „Dacă am luat „do" în registrul de sus cu "piano", înseamnă că o să mai cânt... Când se vor termina acutele, atunci le vine sfârșitul și rolurilor mele..."

## Premii și Distincții

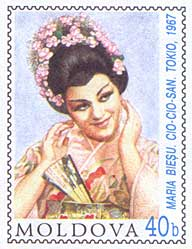
Portretul Mariei Bieșu pe un timbru din Republica Moldova.

- Premiului III la Concursul Internațional "P. I. Ceaikovski" din Moscova (1966)
- Premiul I și Cupa de Aur, pentru cea mai bună interpretare a rolului Cio-Cio-san din opera "Madame Butterfly” de Giacomo Puccini, la prima ediție a Concursului Internațional de canto “Miura Tamaki”, Tokio (1967)
- Artistă Emerită a RSSM (1964)
- Artistă a Poporului din RSSM (1967)[25]
- Laureată a Premiului de Stat al RSSM (1968)[25]
- Artistă a Poporului din URSS (1970)[25]
- Laureată a Premiului de Stat al URSS (1974)[25]
- Ordinul „Drapelul Roșu de Muncă” (1976)[25]
- Premiului Lenin (1982)[25]
- Ordinul Lenin (1984)
- Eroul al Muncii Socialiste, Steaua de Aur și Ordinul Lenin (1990)
- Ordinul Republicii (1992)[25]
- Ordinul național Steaua României în Gradul de Comandor (București, 2000)
- Ordinul Insigna de Onoare (Znac pociota) (1958)[25]
- Laureată a Premiului Fondului Irina Arhipova și Medalia Mihai Eminescu (București, 2001)
- Membră de Onoare a Academiei de Științe a Republicii Moldova (din 1999)[25]
- Om de Onoare al orașului Chișinău (1987)
- Fondatoarea Festivalului Internațional de Operă și Balet Invită Maria Bieșu (anual din 1990, Chișinău)
- Președinte al Uniunii Muzicienilor din Republica Moldova (din 1987)
- Vicepreședinte al Uniunii Mondiale a Muzicienilor din Moscova (din 1992)
- Primadona Operei Naționale din Republica Moldova
- Doctor honoris causa

## Roluri din opere interpretate
| Opera                                                  | Rolurile     | Anul interpretării |
| ------------------------------------------------------ | ------------ | ------------------ |
| Tosca (Puccini)                                        | Floria Tosca | 1962               |
| Evgheni Oneghin (Ceaikovski)                           | Tatiana      | 1963               |
| Aurelia (David Gherșfeld)                              | Aurelia      | 1963               |
| Madame Butterfly (Puccini)                             | Cio-Cio-san  | 1963               |
| Dama de pică (Ceaikovski)                              | Liza         | 1965               |
| Aida (Verdi)                                           | Aida         | 1966               |
| Otello (Verdi)                                         | Desdemona    | 1967               |
| Trubadurul (Verdi)                                     | Leonora      | 1969               |
| Eroica baladă (Alexei Stârcea)                         | Domnica      | 1970               |
| Paiațe (Leoncavallo)                                   | Nedda        | 1971               |
| Aleko (Rahmaninov)                                     | Zemfira      | 1973               |
| Glira (Gheorghe Șt. Neaga)                             | Glira        | 1974               |
| Vrăjitoarea (Ceaikovski)                               | Nastasia     | 1974               |
| Norma (Bellini)                                        | Norma        | 1975               |
| Boema (Puccini)                                        | Mimi         | 1977               |
| Turandot (Puccini)                                     | Turandot     | 1979               |
| Iolanta (Ceaikovski)                                   | Iolanta      |                    |
| Serghei Lazo (David Gherșfeld)                         | Olga         | 1980               |
| Cavaleria rusticană (Mascagni)                         | Santuzza     | 1980               |
| În furtună (Hrennikov)                                 | Natalia      | 1980               |
| Forța destinului (Verdi)                               | Leonora      | 1981               |
| Vivat, maestro! (Donizetti)                            | Serafina     | 1982               |
| Adrienna Lecouvreur (Cilèa)                            | Adrienna     | 1984               |
| Doidona și Enea (Purcell) (interpretare concertistică) | Didona       | 1984               |
| Aici e liniște în zori (Molceainov)                    | Rita         | 1985               |
| Don Carlos (Verdi)                                     | Elizabetha   | 1985               |
| Alexandru Lăpușneanu (Gheorghe Mustea)                 | Ruxanda      | 1987               |
| Un ballo in maschera (Verdi)                           | Amelia       | 1989               |
| Nabucco (Verdi)                                        | Abigaille    | 1995               |

## Filmografie

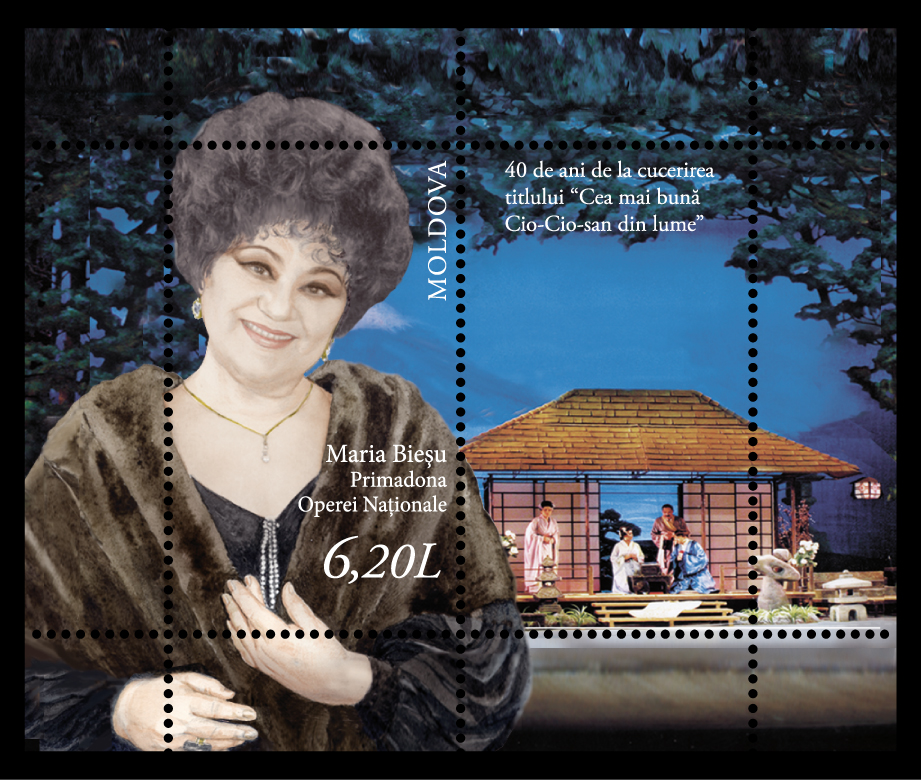
Portretul Mariei Bieșu pe o coliță din Republica Moldova.

- Cântă Maria Bieșu (Telefilm-Chișinău, 1971), FC-7;
- Мой голос для тебя (Telefilm-Chișinău, 1971), FC-7;
- Cântă Maria Bieșu (Telefilm-Chișinău, 1976), FCТ-19;
- Cu dragoste către tine (Telefim-Chișinău, 1978), FC-36;
- Песни любви (Moldova-Film, 1980);
- Cio-Cio-san (Moldova-Film, 1981);
- Floria Tosca (Telefilm-Chișinău, 1982);
- O, Maria! (Ekran, 1984);
- Ave Maria! (Teleradio-Moldova, 2000);
- O viață în scenă (Telefilm - Chișinău, 2005).

## Discografie
- Bellini Vincenzo, Norma (Melodia, C. 10.25601/1);
- Puccini Giacomo, Cio-Cio-san (Melodia, CM-03905-10)
- Puccini Giacomo, Tosca (Melodia, C10=17403/00);
- Purcell Henry, Didona și Enea (Melodia, C-10-22433/001);
- Arii din operele compozitorilor:  Borodin, Ceaikovski, Glinka, A. Rubinstein, Boito, Cilèa, Leoncavallo, Puccini, Verdi (Melodia, C-10-18749-20);
- Мария Биешу; Русская вокальная школа (Голоса России, RCD 16023);
- Мария Биешу; Оперные арии, румынские фольклорные песни (CD).
- Maria Bieșu, Arii din operele compozitorilor apuseni (Melodia C10-0741/2);
- Maria Bieșu, Arii din operele compozitorilor apuseni (Melodia, 33C-01761/2);
- Maria Bieșu, Arii și scene din operele compozitorilor ruși (Melodia, 33CCM-02698)

## Iconografie
- B. V. Șcerbakov, Maria Bieșu (1972);
- G. Sainciuc, Maria Bieșu (1970);
- V. Zazerskaia, Maria Bieșu (1971);
- A. Oprea, Maria Bieșu (2000);
- M. Petric, Maria (2005).

## Aprecieri critice
„Această voce, hărăzită Mariei de natură, întruchipează frumusețea, generozitatea, blândețea naturii moldave. Maria însăși este întruchiparea celor mai nobile calități. Are un suflet bun, este modestă, sensibilă, sociabilă, atentă. Ca soprană a cântat tot epertoriul de operă. Mulțumită ei, în Chișinău a înflorit eatrul de Operă și s-a transformat în unul din cele mai prestigioase centre ale operei pe teritoriul Uniunii Societice. maria Bieșu este un simbol al Moldovei. Cu talentul său și contribuția adusă în artă, ea a înscris o pagină în istoria operei univrsale. ”—Irina Arhipova, mezzo-soprană, Rusia
„După părerea mea Maria Bieșu este o cântăreață desăvârșită. Azi nu tepoți considera o solistă de operă bună având numai o voce minunată.maria Bieșu întrunește toate calitățile unei actrițe talentate și vrăjește spectatorul nu numai cu vocea ei minunată, ci și cu personalitatea ei fascinantă. ”—Pietro Argento, dirijor, Italia
„Cântăreață de anvengură vocală excepțională, artistă înzestrată cu un temperament dramatic singular, Maria Bieșu rămâne una dintre cele mai puternice personalități feminine a teatrului liric euopean și mondial ale secolului nostru. Aportul ei colosal în cultura Moldovei este incontestabil. ”—Academician Gheorghe Duca, Președinte al Academiei de Științe a Moldovei
„Maria Bieșu este de o sensibilitate și muzicalitate rară. Este o distinsă interpretă a muzicii universale și o personalitate de anvergură națională și internațională. N-ar fi putut să nu cnte și cântecele noastre de suflet. Cu câtă măiestrie interpretează romanțele - acest gen de muzică, selectând minuțios fiecare piesă! ”—P. Neamțu, director artistic al Orchestrei Folclor a Companiei Teleradio-Moldova
„M-a emoționat mult vocea frumoasă, caldă, lină în toate registrele a Mariei Bieșu. Cântăreață înzestrată, ea cucerește publicul cusinceritatea,emotivitatea și temperamentul ei, calități pe care le subordonează total voinței sale. ”—Georghe London, tenor, S.U.A.
„...Maria Bieșu a îndeplinit o dublă vocație: de artistă lirică de faimă internațională și de apărătoare neobosită a valorilor naționale, roluri care artăzi revin Festivalului inaugurat și însuflețit de marea artistă basarabeană, Maria Bieșu ”—Viorica Cortez, soprană, Franța